# Actéon (Charpentier)
Actéon ist eine Oper (Originalbezeichnung: „Pastorale en musique“, H. 481) in sechs Szenen von Marc-Antoine Charpentier (Musik) mit einem anonymen Libretto nach einer Erzählung aus dem dritten Buch der Metamorphosen des Ovid. Sie wurde zwischen 1683 und 1685 im privaten Rahmen im Hôtel de Guise in Paris uraufgeführt.

## Handlung
Szene 1. Die Jagdgesellschaft Actéons sucht nach einem Bären, der die Wälder der Göttin Diane verwüstet (Chor: „Allons, marchons, courons“ – Arie Actéon: „Déesse par qui je respire“ – zwei Jäger: „Vos vœux sont exaucés“).
Szene 2. Etwas abseits baden Diane, ihre Freundinnen Arthébuze, Daphné und Hyale und weitere Nymphen in einer Quelle (Arie Diane: „Nymphes, retirons-nous“ – Chor: „Charmante fontaine“). Daphné und Hyale warnen alle Liebenden davor, sich diesem Ort zu nähern (Duett: „Loin de ces lieux tout cœur profane“). Arthébuze und anderen Nymphen empfehlen sogar, ganz auf die Liebe zu verzichten, um die damit verbundenen Qualen zu vermeiden (Arie Arthébuze und Chor: „Ah! Qu’on évite de langueurs“).
Szene 3. Actéon setzt sich von den anderen Jägern ab, um zu ruhen (Rezitativ und Arie Actéon: „Amis, les ombres raccourcies“ – „Agréable vallon, paisible solitude“). Er erblickt die Nymphen und schleicht sich heran, um sie zu beobachten. Als Diane ihn entdeckt, versucht er vergeblich, sich damit herauszureden, dass es sich lediglich um einen unglücklichen Zufall handle. Zur Strafe besprengt ihn Diane mit Wasser (Duett Diane/Actéon: „Nimphes, dans ce buisson quel bruit viens je d’entendre?“). Die Nymphen verhöhnen ihn: Er kann jetzt nicht mehr mit seinen Beobachtungen prahlen (Chor: „Vainte toy maintenant, profane“).
Szene 4. An seinem Spiegelbild in der Quelle erkennt Actéon, dass er sich allmählich in einen Hirsch verwandelt. Nach und nach verliert er alle menschlichen Eigenschaften einschließlich seiner Stimme (Rezitativ Actéon: „Mon cœur autre fois intrépide“ – Plainte).
Szene 5. Die Hunde der Jagdgesellschaft reißen den Hirsch in Stücke. Die Jäger bejubeln ihren Erfolg und suchen nach Actéon, um ihm ihre Beute zu zeigen (Chor: „Jamais trouppe de chasseurs“).
Szene 6. Die Göttin Junon verkündet den Jägern, dass Actéon von seinen eigenen Hunden verschlungen wurde (Arie Junon: „Chasseurs, n’appelez plus qui ne peut vous entendre“ – Chor: „Hélas, déesse, hélas!“). Die Jäger beklagen sein Schicksal (Chor: „Hélas, est-il possible“).

## Gestaltung
Charpentiers Actéon ist im Untertitel als Pastorale gekennzeichnet und besitzt auch typische Merkmale dieser Form. Allerdings unterscheidet er sich von älteren Pastoralopern durch den tragischen Schluss und seinen ungewöhnlich komplexen Aufbau.:138 Er wird daher auch als kleine Tragédie lyrique angesehen.
Die Instrumentalbesetzung besteht aus zwei Blockflöten, zwei Diskantgamben und Basso continuo (Bassgambe und Cembalo).:458
Jeder Szene sind spezifische Tonarten zugewiesen, der Charpentier in seinem Tonartenschema „Énergie des modes“ bestimmte Charakteristika zuwies. Die Ouvertüre ist für die Entstehungszeit ungewöhnlich komplex aufgebaut und wirkt wie eine Zusammenfassung des gesamten Werks. Im dritten und fünften Abschnitt gibt es thematische Bezüge auf die Welt der Jäger. Der vierte Abschnitt bezieht sich auf das Finale der Oper.:138ff
Der psychologische Gehalt der Oper ist trotz ihrer Kürze sehr hoch und vergleichbar mit anderen Werken Charpentiers wie beispielsweise Médée oder David et Jonathas. Der rasche Stimmungswechsel der Handlung wird neben dem Tonartenschema auch durch Instrumentalfarben und den Vokalstil abgebildet. Die zweiteilige dritte Szene zeichnet die Komplexität und Widersprüchlichkeit im Charakter des Jägers Actéon detailliert nach.:139 Sehr emotional sind auch sein Plainte beim Betrachten seines sich verwandelnden Spiegelbilds in der vierten Szene und der Schlusschor der Jäger.

### Musiknummern
Die Oper enthält die folgenden Musiknummern:
- Ouvertüre
  - (¢): d-Moll → Dominante von D
  - (3): F-Dur → a-Moll
  - (6/8): d-Moll
  - (2): g-Moll
  - (6/8): C-Dur → d-Moll

Szene 1
D-Dur („fröhlich und sehr kriegerisch“)
- Chor der Jäger: „Allons, marchons, courons“
- Arie (Actéon): „Déesse par qui je respire“
- zwei Jäger und Chor der Jäger: „Vos vœux sont exaucés“ – „Allons, marchons, courons“

Szene 2
A-Dur („fröhlich und ländlich“)
- Arie (Diane) und Chor der Nymphen: „Nymphes, retirons-nous dans ce charmant boccage“ – „Charmante fontaine“
- Duett (Daphné, Hyale): „Loin de ces lieux tout cœur profane“
- Arie (Arthébuze) mit Chor der Nymphen: „Ah! Qu’on évite de langueurs“

Szene 3
D-Dur („fröhlich und sehr kriegerisch“)
- Rezitativ (Actéon): „Amis, les ombres raccourcies“
- Arie (Actéon): „Agréable vallon, paisible solitude“
- Duett (Diane, Actéon): „Nimphes, dans ce buisson quel bruit viens je d’entendre?“
- Chor der Nymphen: „Vainte toy maintenant, profane“

Szene 4
F-Dur (wütend und aufbrausend) – c-Moll („dunkel und traurig“)
- Rezitativ (Actéon): „Mon cœur autre fois intrépide“
- Ritournelle/Plainte

Szene 5
C-Dur („lustig und kriegerisch“)
- Chor der Jäger: „Jamais trouppe de chasseurs“

Szene 6
a-Moll („zärtlich und klagend“) – C-Dur („lustig und kriegerisch“) – d-Moll („ernst und fromm“) – F-Dur (wütend und aufbrausend) – d-Moll
- Arie (Junon) mit Chor der Jäger: „Chasseurs, n’appelez plus qui ne peut vous entendre“ – „Hélas, déesse, hélas!“
- Chor der Jäger: „Hélas, est-il possible“

## Werkgeschichte
Marc-Antoine Charpentiers kurzer Operneinakter Actéon entstand zwischen 1683 und 1685 für eine Privataufführung im Hôtel de Guise, dem Haus seiner Gönnerin Mademoiselle de Guise. Aufgrund der Position der Partitur innerhalb von Charpentiers Manuskriptsammlung wird gelegentlich 1684 als Jahr der Entstehung angenommen. Die Titelrolle komponierte Charpentier für seine eigene Stimme.:104 Die Mlle. de Brion wirkte als Sopranistin mit.
Der Autor des Librettos ist nicht bekannt. Er verarbeitet eine Erzählung aus dem dritten Buch der Metamorphosen des Ovid. Die Qualität des Textes lässt erkennen, dass der Autor den Stil der französischen Oper verinnerlicht hatte. Gilbert Blin stellte die Hypothese auf, dass es sich um Thomas Corneille gehandelt haben könnte, einen der Librettisten Jean-Baptiste Lullys. Dessen Nachdichtungen von Erzählungen der Metamorphosen weisen eine große Ähnlichkeit zum Libretto des Actéon auf.
Etwas später erstellte Charpentier eine überarbeitete Fassung mit dem Titel Actéon changé en biche (H. 481a). Darin ist die Titelrolle einem hohen Sopran („haut-dessus“) zugewiesen. Die Partie enthält einige kleinere melodische Änderungen und Transpositionen. Außerdem kürzte Charpentier die Ouvertüre, die in dieser Fassung nur noch zweiteilig ist. Die Arie der Arthébuze wurde ebenfalls gekürzt und geringfügig verändert. Sie ist nun der Partie der Diane zugeordnet. Der ursprünglich vierstimmige Chor der Nymphen ist hier fünfstimmig.:141
Das Partiturmanuskript des Actéon und der Überarbeitung Actéon changé en biche befinden sich im Band XXI, XLI-XLII von Charpentiers Werkausgabe.:458
In neuerer Zeit wurde das Werk vielfach gespielt. William Christie leitete im September 1981 eine Aufführung im Innenhof des Schlosses Chambord (Inszenierung: Bruno Streiff) und bis 1990 weitere Aufführungen in verschiedenen französischen Städten und den USA sowie 2001 in Paris und Bordeaux und 2010 in Moskau. Außerdem gab es Produktionen in Washington (1999 und 2013, Dirigent: Ryan Brown), Ambronay/Versailles/Rennes (2004, Christophe Rousset), Toronto (2005, Tafelmusik Baroque Orchestra), Miskolc in Ungarn (2007, György Vashegyi), Saint-Amand-de-Coly (2007), Boston (2008, Paul O’Dette und Stephen Stubbs), Agde (2009, Eric Laur), Compiègne (2010, Christophe Rousset), London (2012, Christian Curnyn), Dijon/Lille (2013, Emmanuelle Haïm) und Paris (2020, Geoffroy Jourdain).
Eine kritische Ausgabe von Fannie Vernaz erschien 2005.

## Aufnahmen
- April 1982 – William Christie (Dirigent), Les Arts Florissants.
 Dominique Visse (Actéon), Agnès Mellon (Diane), Jill Feldman (Arthébuze), Françoise Paut (Hyale), Guillemette Laurens (Junon).
 Studioaufnahme.
 Harmonia mundi France 1901095.[5][13]:2746
- 23. Januar 2001 – William Christie (Dirigent), Les Arts Florissants.
 Paul Agnew (Actéon), Sophie Daneman (Diane), Gaëlle Méchaly (Arthébuze und Daphné), Camilla Johanson (Hyale), Stéphanie d’Oustrac (Junon).
 Live, konzertant aus Paris.[13]:2747
- 5. Oktober 2004 – Christophe Rousset (Dirigent), Ludovic Lagarde (Regie), Odile Duboc (Choreografie), Antoine Vasseur (Bühne), Jean-Jacques und Virginie Weil (Kostüme), Sébastien Michaud (Licht), Orchester und Chor der Académie Baroque Européenne d’Ambronay.
 Paul Cremazy (Actéon), Karen Perret (Diane), Maria Ogueta (Arthébuze), Anne-Lise Faucon (Daphné), Martinez Gil Paz (Hyale), Sophie van de Woestyn (Junon).
 Video; live, konzertant aus Versailles.
 Übertragung auf Mezzo TV[13]:2748
- 28.–30. September 2009 – Paul O’Dette und Stephen Stubbs (Dirigenten), Boston Early Music Festival Vocal & Chamber Ensembles.
 Aaron Sheehan (Actéon), Teresa Wakim (Diane), Amanda Forsythe (Arthébuze), Lydia Brotherton (Daphné), Mireille Lebel (Hyale und Junon).
 Studioaufnahme aus dem Sendesaal Bremen.
 cpo 777 613-2.[6]
- 6. Dezember 2020 – Geoffroy Jourdain (Dirigent), Benjamin Lazar (Inszenierung), Les Cris de Paris.
 Judith Chemla (träumende Frau), Constantin Goubet (Actéon), Adèle Carlier (Diane), Marielou Jacquard (Junon).
 Video; live aus dem Théâtre du Châtelet, Paris.
 Videostream auf Arte Concert.[12]